# Mariano Juderías
Mariano Juderías Bénder (1836-1900) fue un traductor, publicista y ensayista español.

## Biografía
Nació en 1836 en Manila. Traductor de textos de Washington Irving, Poe, Hawthorne, Macaulay, Lamartine  y Rosselly de Lorgues, entre otros autores, fue redactor del periódico madrileño El Cronista. Juderías, que en 1889 figuraba como miembro correspondiente de la Real Academia de la Historia por la provincia de Madrid, falleció el 13 de abril de 1900. Fue padre de Julián Juderías, también traductor, conocido por sus estudios sobre la «Leyenda Negra» española.